# Socket AM2+
Абсолютно идентичный по виду с Socket AM2, отличие заключается лишь в поддержке процессоров на ядрах Agena, Toliman, Kuma.
Процессоры в исполнении Socket AM2+, относящиеся к поколению K10, совместимы с существующими материнскими платами, оснащёнными разъёмами Socket AM2, пользователь только лишается поддержки шины HyperTransport 3.0, частота при этом будет понижена до уровня HyperTransport 2.0 (в некоторых случаях до уровня HyperTransport 1.0). Также возможна установка процессоров от Socket AM3 с некоторыми ограничениями.